# Terahertz-Spektroskopie
Die Terahertz-Spektroskopie, auch Submillimeterwellen-, Ferninfrarot- oder far-IR-Spektroskopie genannt, untersucht die Wechselwirkung von Materie mit elektromagnetischen Wellen im Terahertzbereich.

## Frequenzbereich
Als Fortsetzung der Mikrowellenspektroskopie beginnt die Terahertz-Spektroskopie bei ca. 100 GHz. Jenseits von ca. 10 THz geht sie in die Infrarotspektroskopie über. Die Tabelle gibt Auskunft über die Wellenlänge und die Strahlungsenergie. Für eine Schwarzkörperstrahlung legt das Wiensche Verschiebungsgesetz die Strahlungstemperatur in Abhängigkeit vom Strahlungsmaximum von der Wellenlänge fest.
| Frequenz | Wellenlänge | Energie | Schwarzkörper-Strahlungstemperatur |
| -------- | ----------- | ------- | ---------------------------------- |
| 0,1 THz  | 3 mm        | 0,4 meV | 1 K                                |
| 1 THz    | 0,3 mm      | 4 meV   | 10 K                               |
| 10 THz   | 0,03 mm     | 40 meV  | 100 K                              |

## Wechselwirkung
Die geringe Energie der THz-Strahlung regt Bindungen mit schweren Bindungspartnern an, beispielsweise niederfrequente Gitterschwingungen in einem Kristallgitterverband (Phononen). Leichte Bindungspartner reagieren bei kleinen Bindungsenergien. Wasserstoffbrückenbindungen in Wasser und allgemein Dipol-Dipol zeigen eine hohe Wechselwirkung. Beispielsweise ist es möglich, Hydratwasser von freien Wassermolekülen zu unterscheiden.
Der Wasserdampf in der Atmosphäre absorbiert die ferne Infrarotstrahlung aus dem Weltraum um 100 dB/km nahezu vollständig. Oberhalb der Troposphäre bei ca. 15 km Höhe liegt die Dämpfung nur noch bei 0,01 dB/km.
Metalle reflektieren elektromagnetische Strahlung. Unpolare Werkstoffe wie Papier, viele Kunststoffe, Textilien oder Keramik, erscheinen für THz-Strahlung transparent. Diese Eigenschaft nutzt ein Ganzkörperscanner. Die Strahlung der feuchten Haut passiert ungehindert die umschließende Kleidung.

## Beispiele

### Gase

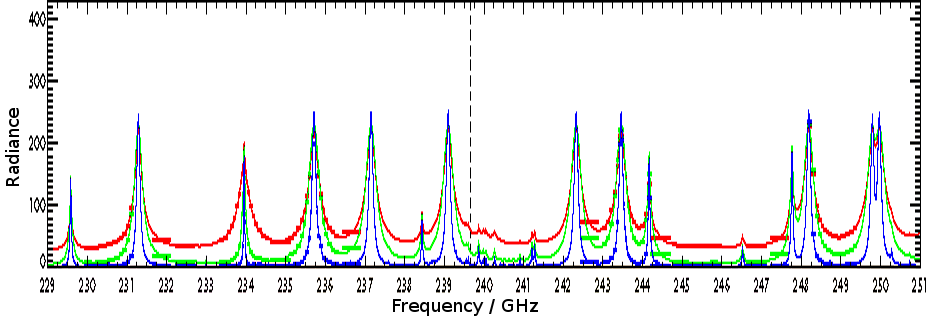
MLS Emissionsspektrum der Erdatmosphäre bei unterschiedlichen Höhen.

Ähnlich wie bei der Infrarotspektroskopie zeigen Moleküle ein charakteristisches Absorptions- und Emissionsspektrum.
Die Grafik rechts zeigt ein THz-Emissionsspektrum der höheren Erdatmosphäre. Mit Abnahme der Höhe und des Drucks sinkt die Wechselwirkung zwischen den Molekülen. Die Eigenfrequenzen werden schärfer, die Linienbreite nimmt ab. Die rote Linie entspricht einem Druck von 100 hPa, die grüne von 30 hPa und die blaue von 10 hPa. Die Emissionen aus unterschiedlichen Höhen überlagern sich. Dennoch gelingt eine Entfaltung der Linienbreiten und eine höhenabhängige Konzentrationsmessung der Gasanteile mit einem Fehler in der Größenordnung der Skalenhöhen (ca. 10 km).

### Festkörper
In Festkörpern wechselwirken viele Atome miteinander, die Absorptionslinien sind entsprechend verschmiert. Dennoch ist es unter günstigen Umständen möglich, Verbindungen zerstörungs- und berührungsfrei zu identifizieren. So hofft man, Sprengstoffe wie Hexogen auch in geschlossenen Gefäßen nachweisen zu können.
Auch Kunststoffe haben zum Teil charakteristische Absorptionen im Terahertz-Frequenzbereich. Dies erlaubt eine selektive Identifizierung unterschiedlicher Polymeren. Beispielsweise hat Polyethylen (PE) bei 2,2 THz einen Absorptionspeak, was eine eindeutige Unterscheidung zu Polypropylen (PP) zulässt. Weiterhin zeigen Kunststoffe mit polaren Molekülketten, wie z. B. Polyamide (PA), charakteristische Absorptionsbanden.

### Supraleiter
Die Energielücken vieler Supraleiter befinden sich im meV-Bereich und lassen sich somit mittels Terahertz-Spektroskopie charakterisieren.

## Beispiele: Spektrometer für Astronomie

### MLS
Das MLS (Microwave Limb Sounder) ist eine Nutzlast auf dem Satelliten Aura. Es empfängt Strahlung in den Bändern 118, 190, 240, 640 und 2250 GHz, und leitet daraus die Konzentration von Gasen wie HO2, NO, NO2, O2, H2O, OH oder O3 ab. Das Spektrometer ist in Flugrichtung des Satelliten tangential zur Erde ausgerichtet. Es erfasst den Rand der Atmosphäre (daher die englische Bezeichnung limb) und sieht die Strahlung vor dem kalten Hintergrund des Weltalls. Bei einer Nadirausrichtung würde sich die thermische Strahlung der Erdoberfläche überlagern.

### SMILES
SMILES (Superconducting Submillimeter-Wave Limb-Emission Sounder) ist ein supraleitender Empfänger für Submillimeterwellen, ausgelegt für die tangentiale Sondierung der Erdatmosphäre. Im September 2009 wurde es auf der ISS installiert und war dort bis zum Ausfall des LO im April 2010 in Betrieb.

### SOFIA
Das Stratosphären-Teleskop SOFIA beobachtet den Weltraum im Wellenlängenbereich von 0,3 bis 1600 µm.

### Herschel-Weltraumteleskop
Der Satellit trägt die zwei Submillimeterwellen-Detektoren HIFI (Heterodyne Instrument for Far Infrared) für den Bereich 157–625 µm, und SPIRE (Spectral and Photometric Image Receiver) für den Bereich 200–670 µm.

## Terahertz-Zeitbereichsspektroskopie
Das Verfahren der Terahertz-Zeitbereichsspektroskopie wird zur Untersuchung des frequenzabhängigen Brechungsindexes sowie des  Absorptionskoeffizienten verwendet. Eine Anwendung ist die Bestimmung von Probendicken, beispielsweise bei Kunstwerken und im Industriebereich vorgenommen.